# روسيا تحت حكم فلاديمير بوتين
شغل فلاديمير بوتين منصب رئيس روسيا في أربع فترات بداية من 2000 إلى 2004 ثم من 2004 إلى 2008 فـ 2012 إلى 2018 ومن 2018 إلى الوقت الحالي. شغل فلاديمير أيضا منصب الرئيس بالنيابة من عام 1999 إلى عام 2000 خلفا لبوريس يلتسن الذي قدم استقالته. شغل بوتين كذلك منصب رئيس الوزراء لمدة ثلاثة أشهر في عام 1999. خلال فترته الرئاسية كان بوتين عضوا في وحدة حزب روسيا الموحدة، وهو محسوب أيضا على الجبهة الشعبية. نظّم مجموعة من أنصار بوتين في عام 2011 تظاهرة للمساعدة في تحسين نظرة وصورة روسيا الموحدة. جدير بالذكر هنا أن الأيديولوجية والأولويات السياسية للرئيس الروسي يُشار إليها أحيانا بالبوتينية (بالروسية: путинизм)‏.
يحظى بوتين بدعم كبير داخل الأوساط الروسية -كما يحظى بمعارضة يُمكن وصفها بالشرسة- حيث حصل عام 2007 على شخصية العام من مجلة التايم. حصل في عام 2015 على الرقم واحد ضمن قائمة أفضل 100 شخص أكثر تأثيرا في العالم. كما حصل في أعوام 2013 و2014 و2015 و2016 على المركز الأول في قائمة فوربس للناس الأكثر نفوذا في العالم. بالرغم من كل هذا فقد عانى الاقتصاد الروسي من أزمات متتالية خلال عهد بوتين كما تدهورت الحريات السياسية وتم تضييق الخناق عليها بشكل وُصف «بالرهيب».

## نظرة عامة
وُصف النظام السياسي في عهد بوتين بالليبرالية الاقتصادية وانعدام الشفافية في الحكم، المحسوبية وتفشي الفساد السياسي. أيّد هذا الرأي العديد من المحللين والجمعيات الحقوقية التي وصفت عهد بوتين «بالنظام المؤسسي» وخاصة بوريس نيمتسوف. ما بين 1999 و2008 نمى الاقتصاد الروسي بوتيرة ثابتة، ويعزو بعض الخبراء ذلك إلى الانهيار الحاد في قيمة الروبل منذ عام 1998؛ أي في عهد الإصلاحات الهيكلية للرئيس بوريس يلتسن وفي ظل ارتفاع أسعار النفط وائتمان البنوك الغربية. وصف السفير السابق مايكل ماكفول في حزيران/يونيو 2004 دولة روسيا «بالدولة المثيرة للإعجاب» وذلك بفضل النمو الاقتصادي الذي حققته على المدى القصير لكنه أكد في الوقت ذاته على أن هذا النمو تزامن مع تدمير وسائل الإعلام الحرة وتهديدات المجتمع المدني بالإضافة إلى تفشي الفساد داخل صفوف العدالة.
خلال الفترتين الرئاسيتين الأولى والثانية للرئيس الروسي بوتين؛ قام هذا الأخير بعدة إصلاحات اقتصادية ليبرالية مثل شن ضريبة الدخل في حدود 13 في المئة بالإضافة إلى انخفاض الأرباح على ضريبة الأراضي الجديدة والتضييق على الحريات المدنية من خلال سن عشرات القوانين المثيرة للجدل. خلال هذه الفترة انخفض الفقر في روسيا بنسبة مهمة، كما نما الناتج المحلي الإجمالي. أمّا على مستوى الشؤون الخارجية فقد سعت حكومة بوتين إلى محاكاة عظمة النظام السابق الاتحاد السوفياتي كما حاولت نهج سياسة التوسعية التي خلقت لها الكثير من المشاكل مع دول أخرى. في تشرين الثاني/نوفمبر 2007 أشار المحرر سيمون تيسدال من جريدة الغارديان إلى أن «روسيا تحاول تصدير الثورة الماركسية، بينما تعتمد هي على البوتينية.»
في أيلول/سبتمبر 2007 وصف الاقتصادي الأمريكي ريتشارد دبليو ران البوتينية بأنها «القومية الروسية الاستبدادية التي تُشكل الحكومة والتي تهيمن على السوق الحرة الديمقراطية ... أخد النظام الحاكم في روسيا شيئا من الفاشية والشيوعية أما البوتينية فتعتمد بشكل كبير على الاقتصاد الروسي الذي نما بسرعة وحسن من مستويات المعيشة مُقابل التزام المواطنين الصمت وإهدار حقوقهم.» ثم أكد على أن «الثروات الاقتصادية الروسية في عهد البوتينية قد تغيرت مما جعل هذا النظام أكثر قمعاً.» بعد تصريحات ران اتخد بوتين بعض الإجراءات للتخفيف من الديمقراطية وتعزيز المحافظة على المعتقدات والقيم كما نهج سياسة إسكات المعارضة وقتلها.
بالنسبة للمؤرخ الروسي أندرانيك ميغرانيان فهو يرى أن النظام الروسي هو نظام عادل حيث قال: «إذا كانت الديمقراطية تعني حكم الأغلبية وحماية حقوق وفرص الأقلية فإن النظام السياسي الروسي الحالي يمكن وصفه بأنه ديمقراطي، فهو نظام سياسي متعدد الأحزاب ويجمع بين العديد من الأطراف كما أن معظم من يمثل المعارضة لهم مقاعد في مجلس الدوما.»

## البوتينية
من النادر استعمال كلمة بوتينية في العالم العربي الناطق باللغة العربية أما وسائل الإعلام في الدول الغربية فعادة ما تستعمل هذا المصطلح الذي يحمل في طياته دلالات سلبية. تُشير البوتينية عادة إلى الحكومة الروسية في عهد بوتين والتي شهدت صرامة عسكرية وأمنية بالإضافة إلى احتكار السلطتين السياسة والمالية. يرى العديد من أصدقاء بوتين وممن عملوا على مقربة منه أنه أحكم السيطرة تماما على وزارة الشؤون الداخلية والقوات المسلحة للاتحاد الروسي.
يرى كاسيداي أن بوتين شخصية مثيرة للجدل منذ توليه السلطة في عام 1999 فيقول: «ما يقوم به بوتين مثير فعلا، لم نشهد مثل هذا منذ أيام ستالين ... دفع بكل وسائل الإعلام الممكنة إلى عرض إنجازاته وسماته الشخصية رغما عنها».

## برنامج بوتين
في 31 كانون الأول/ديسمبر 1999 قدم الرئيس بوريس يلتسن استقالته. بموجب الدستور الروسي فإن رئيس وزراء روسيا فلاديمير بوتين خلال تلك الفترة أصبح رئيسا بالنيابة. في اليوم السابق من الاستقالة وقّع بوتين -الذي كان يشغل منصب رئيس الوزراء كما جاء في سالف الذكر- على برنامج حمل اسم «روسيا في مطلع الألفية» ونُشر رسميا على موقع الحكومة على شبكة الإنترنت. خلالها أصبح الكل يعلم أن بوتين سيكون ذو تأثير في سياسات الدولة الروسية كما أن آرائه كرئيس للدولة قد تحل مشاكل البلد. أول مهمة كان يرغب بوتين في تحقيقها هي توحيد المجتمع الروسي حيث قال: «العمل الإبداعي المثمر يحتاجنا بشدة ومن المستحيل إنجازه في ظل انقسامات داخلية وتشتت المجتمع.» ثم أضاف: «مفتاح روسيا في الانتعاش والنمو يكمن اليوم في المجال السياسي. تحتاج روسيا أن تكون دولة قوية وذات سلطة كما كان عليه الاتحاد من قبل ... يجب على روسيا الاستناد إلى قانون عملي من أجل تشييد الدولة الاتحادية.» أمّا بشأن المشاكل الاقتصادية فقد أشار بوتين أشار حاجة الدولة في تحسين الكفاءة الاقتصادية بالإضافة إلى ضرورة تنفيذ خطط تنهض بالسياسات الاجتماعية وتهدف إلى محاربة الفقر مع الحاجة إلى توفير نمو مستقر للناس. لم ينس بوتين قضية دعم الحكومة للعلوم والتعليم والثقافة والرعاية الصحية فقال: «في حالة ما عانى الناس من مشاكل صحية وجسدية ونفسية ثم عانى المعلمون نفس الأمر وانتشرت نسبة الأمية فهذا لن يجعل الدولة الروسية في مصاف القمم الحضارية في العالم.» أثار برنامج بوتين الكثير من اللغو والجدل بعدما ذكر أن روسيا تمر في واحدة من أصعب الفترات في تاريخها مفسرا: «لأول مرة ومنذ ما يقرب من 200-300 سنة تواجه روسيا خطر الانزلاق إلى الرتبة الثانية وربما الثالثة على مستوى ترتيب دول العالم ولتجنب ذلك هناك حاجة إلى جهود جبارة حتى نواجه الولايات المتحدة التي ترغب في التعرف على قدرتنا في شتى المجالات.»
قدم الرئيس الروسي فلاديمير بوتين مخططا للسياسات الخارجية التي ينوي العمل بها وذلك في خطابه أمام الجمعية الاتحادية لروسيا في نيسان/أبريل 2002 حيث قال: «نبني بناء علاقات طبيعية مع جميع دول العالم—وأريد أن أؤكد مع جميع دول العالم. إلا أنني أريد أن أشير إلى شيء آخر: هناك قاعدة تحكم المجتمع الدولي اليوم وهي قاعدة المنافسة القاسية، هناك منافسة في أسواق الاستثمار، في النفوذ السياسي والاقتصادي وفي خضم هذه المعركة روسيا بحاجة إلى أن تكون قوية وقادرة على المنافسة ... أريد أن أشدد على أن السياسة الخارجية الروسية في المستقبل سوف تكون منظمة وبدقة عملية بناء على قدراتنا وعلى مصلحتنا الوطنية: العسكرية والاستراتيجية والاقتصادية والسياسية. وأيضا مع الأخذ بعين الاعتبار مصالح شركائنا وقبل كل شيء المصالح في رابطة الدول المستقلة.»

## وصول بوتين إلى السلطة وخطواته الأولى (2000 - 2008)
في 31 ديسمبر من عام 1999، تقدم الرئيس بوريس يلتسن باستقالته. وبموجب الدستور الروسي، أصبح رئيس وزراء روسيا لتلك الآونة فلاديمير بوتين رئيسًا بالوكالة.
في اليوم الذي سبق ذلك، نُشر مقال حول برنامج «روسيا عند منعطف الألفية» الموقّع من قبل بوتين على موقع الحكومة الروسية على الإنترنت. وأعرب رئيس الدولة المحتمل عن آرائه حول ماضي البلاد والمشكلات التي واجهتها. وكانت أولى المهام في نظر بوتين هي توحيد المجتمع الروسي: «العمل الخلاق والمثمر، الذي تحتاجه بلادنا بشدة، مستحيل ضمن مجتمع منقسم ومشتت داخليًا». إلا أن الكاتب أكد: «ينبغي ألا يكون هناك توافق مدني قسري في روسيا ديمقراطية. فالتوافق الاجتماعي لا يمكن أن يكون سوى أمر طوعي».
وشدد الكاتب على أهمية تقوية الدولة: «إن مفتاح تعافي روسيا ونموها يكمن في النطاق السياسي للدولة. إن روسيا بحاجة، ويجب أن تمتلك، سلطة قوية للدولة». ومع استعراضه تفاصيل رؤيته أكد بوتين: «السلطة القوية للدولة في روسيا هي روسيا الفيدرالية العملية الديمقراطية التي تستند إلى القانون».
في ما يتعلق بالمشكلات الاقتصادية، أشار بوتين إلى الحاجة إلى تطوير كبير للكفاءة الاقتصادية، والحاجة إلى تنفيذ سياسة اجتماعية متماسكة تستند إلى النتائج وتهدف إلى محاربة الفقر، وأشار أيضًا إلى الحاجة إلى توفير نمو ثابت في رفاه الشعب الروسي.
وتطرق المقال إلى أهمية دعم الحكومة للعلم والتعليم والثقافة والرعاية الصحية نظرًا إلى أن «بلادًا لا يتمتع شعبها بصحة نفسية وجسدية، ويعاني من الأمية ومن مستوى تعليمي متدن، لن تصل في أي يوم إلى قمة الحضارة العالمية».
اختتم المقال بجملة تحذيرية بأن روسيا كانت تمر بواحدة من أصعب الفترات في تاريخها: «تواجه روسيا للمرة الأولى في السنوات ال200 أو ال300 الماضية خطرًا حقيقيًا في أن تتقهقر إلى مصاف الدول الثانية، أو ربما حتى الثالثة، في العالم». ولتجنب ذلك، ثمة حاجة لجهود جبارة تبذل من قبل كافة القوى الجسدية والفكرية والأخلاقية للأمة لأن «كل شي بات متوقفًا علينا، وعلينا وحدنا، على قدرتنا على إدراك مدى التهديدات، وعلى أن نتحد ونكرس أنفسنا لعمل طويل وشاق».
كما تذكر مادة التاريخ التي يدرّسها أستاذا التاريخ الروسيين بارسينكوف وفدوفين، طُرحت الأفكار الرئيسية للمقال في برنامج انتخاب فلاديمير بوتين ونالت تأييد معظم المواطنين الروس، الأمر الذي أفضى إلى فوز فلاديمير بوتين في الجولة الأولى لانتخابات العام 2000 بنسبة 52٪ من مجموع الأصوات.
طرح فلاديمير بوتين الخطوط الرئيسية لسياسة روسيا الخارجية في خطابه أمام الجمعية الفيدرالية الروسية في شهر أبريل من عام 2002: «إننا نبني علاقات بناءة وعادية مع كافة الأمم في العالم، وأود أن أشدد، مع كافة الأمم في العالم، ولكني أود أن أشير إلى أمر آخر: إن قاعدة المجتمع الدولي، في عالم اليوم، هي أيضًا المنافسة الشرسة على الأسواق والاستثمار وعلى النفوذ السياسي والاقتصادي. وفي هذا الصراع روسيا بحاجة إلى أن تكون قوية وتنافسية». «أريد أن أشدد على أن السياسة الخارجية الروسية ستنظَم في المستقبل بطريقة شديدة البراغماتية، ترتكز على مقدراتنا ومصالحنا الوطنية: العسكرية والاستراتيجية والاقتصادية والسياسية. وأننا سنأخذ بعين الاعتبار أيضًا مصالح شركائنا، وفي المقام الأول مصالح رابطة الدول المستقلة».
في كتابه الصادر عام 2008، أشار المعلق السياسي الروسي نيكولاي ليونوف، الفريق المتقاعد في لجنة أمن الدولة في الاتحاد السوفييتي، أن مقال برنامج بوتين بالكاد لوحظ في تلك الآونة ولم يعاد النظر فيه في وقت لاحق، وهو ما أبدى ليونوف أسفه حياله، لأن «محتواه كان شديد الأهمية من أجل معارضة أفعاله [بوتين] اللاحقة» وبالتالي استشفاف نموذجه السياسي الذي «الذي لم تتطابق فيه أفعاله، أغلب الأحيان، مع كلامه».

### استعادة الأداء الوظيفي للحكومة
وُصف مفهوم «البوتينية» بمعنى إيجابي من قبل عالم السياسة الروسي أندرانيك ميغرانيان. فوفقًا لميغرانيان، وصل بوتين إلى منصبه مع تأسيس أسوأ نظام: كان الاقتصاد قد بات «لا مركزيًا بالكامل» و«كانت الدولة قد فقدت سلطتها المركزية في حين كانت الأوليغارشية تسرق البلاد وتتحكم بمؤسسات السلطة». خلال عامين، أعاد بوتين تراتبية السلطة، منهيًا بذلك القدرة الكلية للنخب الإقليمية ومدمرًا أيضًا النفوذ السياسي لل«أوليغارشيين وللقلة الاحتكارية في المركز الفيدرالي». وكان مركز سلطة عهد بوريس يلتسن غير المؤسساتي الذي سمي عمومًا ب«العائلة» قد عُطل، الأمر الذي أضعف بدوره، وفقًا لميغرانيان، مواقع ممثلين مثل بوريس بيريزوفسكي وفلاديمير غوسينسكي، الذين كانا يعملان على خصخصة الدولة الروسية «بكل مواردها ومؤسساتها».
وقال ميغرانيان أن بوتين بدأ بإقامة قواعد عامة للعبة لجميع الممثلين وبدأ بمحاولة لاستعادة دور الحكومة بصفتها المؤسسة التي تعبّر عن المصالح الموحدة للمواطنين «وبصفتها قادرة على السيطرة على الموارد المالية والإدارية وعلى وسائل الإعلام». ووفقًا لميغرانيان: «بطبيعة الحال، وتماشيًا مع التقاليد الروسية، فإن أي محاولة لزيادة دور الدولة تتسبب بنفور حاد من قبل المثقفين الليبراليين، ناهيكم عن قسم من مجتمع رجال الأعمال الذي لا يكترث لتقوية سلطة الدولة ما لم يضعوا أيديهم على أكثر ملكيات الدولة جاذبية». زعم ميغرانيان أن رؤية القلة الاحتكارية للديمقراطية كانت تنطلق من فرضية إذا ما كانوا مقربين من مركز السلطة، لا من «السمات الموضوعية لحالة البلاد والتقديرات لها». وقال ميغرانيان أن الإعلام «الحر»، المملوك من قبل بيريزوفسكي وغوسينسكي مثلًا، لم يكن شبيهًا بأي شكل بالإعلام الحر الذي يفهمه الغرب، بل لم يكن يخدم سوى مصالحهم السياسية والاقتصادية في حين أن «جميع السياسيين والمحليين الآخرين كانوا محرومين من الحق في التحدث على الهواء مباشرة».
ويرى ميغرانيان تحسنًا لدور وكالات حفظ النظام في محاولة لوضع عوائق أمام المجرمين «وتحديدًا أولئك في الأعمال التجارية الضخمة».
ويرى ميغرانيان في عام 2004 ثمارًا للثورة الاجتماعية التي بدأها غورباتشيف، الذي كان يسعى إلى إعادة بناء النظام الاجتماعي، قائلًا إن «الهيمنة المطلقة للملكية الخاصة في روسيا، التي تعترف اليوم بها كافة القوى السياسية في روسيا، كانت أعظم إنجازات ونتائج الثورة الاجتماعية».
وبحسب ميغرانيان، كان المأزق الرئيسي للديمقراطية الروسية يكمن في عدم قدرة المجتمع المدني على حكم الدولة، والتطور الضعيف للمصلحة العامة. ورأى في ذلك نتيجة لعدم قدرة دولة عهد يلتسن المحكومة من قبل العائلة على خلق «بيئة ملائمة للأعمال التجارية الصغيرة ومتوسطة الحجم». وينظر ميغرانيان إلى روسيا الحديثة على أنها ديمقراطية، على الأقل شكليًا. في حين أن «الدولة، باستعادتها لفاعليتها وسيطرتها على مواردها الخاصة، قد أصبحت شركة ضخمة مسؤولة عن إقامة قواعد للعبة». ويتساءل ميغرانيان إلى أي مدى سيتسع هذا النفوذ في المستقبل. ففي عام 2004، رأى احتمالين أمام نظام بوتين: إما التحول إلى ديمقراطية راسخة، أو إلى نظام شمولي بيروقراطي. إلا أنه «في حال كانت روسيا متخلفة عن ركب الأمم الرأسمالية المتقدمة في ما يتعلق بترسيخ الديمقراطية، فإن ذلك التخلف لن يكون في جودة ديمقراطيتها، بل في كميتها وفي التوازن بين المجتمع المدني والدولة».
تحدث تقرير أعده آندرو سي. كوتشينز في نوفمبر من عام 2007 عن أن «روسيا اليوم نظام هجين يمكن وصفه بأفضل شكل ب«أممية غير ليبرالية»، ولو أن أيًا من الكلمتين ليست دقيقة تمامًا وتتطلب تعديلًا كبيرًا. وأن روسيا تراجعت في ظل رئاسة فلاديمير بوتين من كونها دولة ضعيفة مؤسساتيًا وهشة، وبأشكال عدة من ديمقراطية أولية مشوهة في التسعينيات من القرن العشرين، باتجاه نظام شمولي ممركز بشدة، وهو ما كان سمة الدولة طوال معظم تاريخها الممتد ل1000 عام. إلا أنها دولة استبدادية تنال فيها موافقة المحكومين مكانة أساسية. وبالنظر إلى تجربة التسعينيات من القرن العشرين وبروباغاندا الكرملين التي تشدد على أن تلك الفترة كانت فترة فوضى وانهيار اقتصادي وإذلال دولي، فإن الشعب الروسي ليس شديد الحماسة للديمقراطية وهو ما يزال غير مبال سياسيًا في ضوء التعافي الاقتصادي الهائل وتحسن نمط حياة قسم كبير منه على مدى الأعوام الثمانية الأخيرة. والحكومة الناشئة شديدة المركزية، إلى جانب مجتمع خاضع وضعيف، هما سمة الأبوة الروسية التقليدية».
علق أليسكاندر سولزينيتسن على نظام بوتين في مقابلة أجراها عام 2007 مع صحيفة دير شبيغل قائلًا: «ورث بوتين بلدًا منهوبًا ومسحوقًا غالبية شعبه مفقرة وبمعنويات منهارة. وقد فهم بوتين وحقق ما كان ممكنًا، أي تعافيًا بطيئًا وتدريجيًا. هذه الجهود لم تلاحَظ ولم تنل تقديرًا على الفور. وبكل الأحوال، بالكاد يجد المرء أمثلة في التاريخ عن استحسان حكومات أخرى لإجراءات نفذتها دولة واحدة تهدف إلى استعادة قوة حكومتها».